# 布羅姆利和奇斯爾赫斯特 (英國國會選區)

選區在大倫敦的位置

布羅姆利和奇斯爾赫斯特（英語：Bromley and Chislehurst），英國國會一自治市選區，包括大倫敦東南部布羅姆利區北部的六個地方選區。
始設於1997年。本區一直支持保守黨。在2010年大選中，尋求連任的鮑伯·尼爾以53.5%選票勝出連任。